# 東京都立小金井特別支援学校
東京都立小金井特別支援学校（とうきょうとりつ こがねいとくべつしえんがっこう）は、東京都小金井市桜町2丁目にある特別支援学校。

## 沿革
- 1975年 東京都立小金井養護学校 建設工事着工
- 1975年 東京都立小金井養護学校設立
- 1976年 本校舎建設完了。
- 2008年 学校名を東京都立小金井特別支援学校に変更。
- 2018年 本校舎改築竣工
- 仮設校舎から本校舎へ移転（小学部19学級 85名・中学部13学級 56名・計32学級 141名）
- 2018年 東京都立小金井特別支援学校 新校舎落成式典・創立40周年記念式典

## 周囲
- 小金井市立小金井第二小学校[注 1]
- マンション（Brillia小金井桜町）
- 中古車販売店（ナナヨウオート）
- 公園
  - ゆずりは公園
  - 上水公園
  - 小金井公園
  - なかよし公園
- 市営グラウンド
- 市営住宅
- 運動場（上水公園運動施設）

## 教育目標
- 健康な体をつくり、豊かな心を育てる。
- 家庭・地域の生活に必要な事柄ができる力を高める。
- 認識する力や考える力を伸ばし、感性、表現を豊かにする。
- 人との関係を広げ、集団での育ち合う力を高める。
- 自分らしさを見出し、その伸長を図る。

## 学校基本情報
- 校長：中島雄佑
- 生徒数：186名
- 教職員数：68名
- 学級数：40学級

（令和6年5月1日時点）